# Jyllands-Posten
Morgenavisen Jyllands-Posten (данська вимова: [ˈmɒˀn̩æˌviˀsn̩ ˈjylænsˌpʰʌstn̩] ( прослухати); Ранкова газета «The Jutland Post»), зазвичай скорочена назва до Jyllands-Posten або JP, — це щоденна газета Данії. Редакція видання знаходиться в Орхусі C, що в Ютландії, має щоденний тираж приблизно 120 000 примірників.
Фонд, що видає газету Jyllands-Postens Fond, визначає її як незалежну (правоцентристську) газету. Видання офіційно підтримувало Консервативну народну партію до 1938 року.
У 2005—2006 роках газета публікувала карикатури на ісламського пророка Мухаммеда, що викликало бурхливі протести по всьому світу та призвело до кількох спроб терористичних актів проти газети та її співробітників.

## Історія
Газета була заснована в 1871 році і випустила свій перший примірник 2 жовтня того ж року. Спочатку використовувалася назва Jyllandsposten (одне слово), дефіс був прийнятий у 1945 році. Сучасну назву введено в 1969 році. Редакція також називає себе «газетою жартів Данії».
Jyllandsposten швидко стала однією з найсучасніших газет Ютландії та забезпечила ексклюзивний доступ до урядового телеграфного зв'язку щодня з 21:00 до півночі. Це дозволило Jyllandsposten публікувати новини на день раніше, ніж більшість його конкурентів. Поступово газета розширювалася, збільшуючи свій формат і додаючи все нові й нові сторінки. Перші номери містили лише чотири сторінки. У 1889 році видавці відмовилися від традиційного готичного письма на користь латинської абетки, яка використовується й сьогодні. Готичне письмо було скасовано реформою правопису в Данії 1875 року, але все ще було широко вживаним.
Газета підтримувала політичну партію Højre («Права»), яка в 1915 році змінила назву на Консервативну народну партію. Газета відстоювала інтереси бізнесу і рішуче виступала проти соціалізму, а також у своїх статтях критикувала бізнес-монополії.
У міжнародних справах редакція, загалом, підтримувала Велику Британію та критично ставилася до політики Німеччини, вважаючи її єдиною країною, яка «прагнула напасти на Данію», цитуючи видання 1872 року. Ці націоналістичні настрої були реакцією на анексію Німеччиною значної частини південної Ютландії після Другої Шлезвізької війни у 1864 році. В той же час, газета підтримувала данську меншину в Німеччині та виступала за новий кордон на Даневірке. Протягом першої світової війни Jyllands-Posten продовжувала словесні нападки на Німеччину, незважаючи на політику нейтралітету уряду в конфлікті. У 1918 році газета була заборонена в Німеччині.

### 1920–1930-ті роки
У 1929 році газета відкрила офіс у Копенгагені та почала співпрацю з The Times. У 1931 році газету придбало акціонерне товариство, головним інвестором якого став головний редактор. У 1934 році газета почала використовувати світлини у своїх статтях. Іноземні новини надавали Ritzau, The Times та Daily Telegraph.
Протягом 1920-х і 1930-х років редакційна лінія газети була правоконсервативною. Газета висловила свою прихильність до низки консервативних питань, зокрема виступала за збільшення чисельності збройних сил Данії після значного скорочення фінансування армії урядом соціал-демократів. Іншою тематикою була підтримка данської меншини в Німеччині. Автори статей неодноразово висловлювали своє захоплення авторитарними режимами Італії та Німеччини, на той час такої лінії дотримуються багато європейських газет.
У 1922 році газета висловила своє захоплення Беніто Муссоліні, який щойно вступив на посаду: «Дуже сильна людина, якою, безсумнівно, є Муссоліні, є саме тим, що потрібно погано керованому італійському народу». У 1933 році газета виступала за те, щоб Данія наслідувала приклад Німеччини і замінила політику існування дрібних партій стабільністю авторитарного режиму. Газета вважала німецьку Веймарську республіку невдалою через відсутність стабільності та співчувала приходу Адольфа Гітлера до влади та ліквідації демократичних інституцій. У березні 1933 року газета написала: «На могилі Веймарської республіки будуть виплакані тільки сухі сльози»… Як би дивно це не звучало, але лише 12-річна німецька конституція з однопалатною системою, низьким виборчим віком — 20 років — і пропорційним представництвом уже застаріла. У редакційній статті від 17 травня 1933 року зазначалося, що … демократичне правління народу, як ми його знаємо, є розкішшю, яку можна дозволити собі у сприятливі часи, коли економіка розвивається. Але для відновлення економіки після багатьох років марнотратства потрібна тверда рука…
15 листопада 1938 року редакційна стаття прокоментувала Кришталеву ніч такими словами: «Якщо вивчати єврейське питання в Європі протягом десятиліть, ворожість до євреїв певною мірою зрозуміла, навіть якщо ми не дотримуємося расових теорій, що так багато значать у націонал-соціалістичному світогляді […] Ми знаємо, що десятки тисяч євреїв засуджують єврейських акул бізнесу, єврейських спекулянтів порнографією та єврейських терористів. Але все ж не можна заперечувати, що досвід, який німці — як і багато інших континентальних народів — мали щодо євреїв, створює певну основу для їхнього переслідування. Треба дати Німеччині право розпоряджатися своїми євреями».
На першій сторінці 1938 року був відкритий лист до Муссоліні з критикою переслідування євреїв, написаний Каєм Мунком, видатним священиком і драматургом, який сам раніше симпатизував Муссоліні та Гітлеру. У 1939 році газета дорікала уряду Данії за підписання німецько-данського договору про ненапад.
В Jyllands-Posten згадується власна історія газети, опублікована на її вебсайті, історія відкритого листа Кая Мунка до Муссоліні та опозиція газети дансько-німецькому договору про ненапад, але не згадуються її симпатії до фашизму та нацизму. Газета зазначає: JP у цей період рішуче виступила проти розвитку Радянського Союзу та світового комунізму, водночас зберігаючи дистанцію щодо Німеччини, особливо з її вимогами щодо посилення данської армії та її підтримки данської меншини в Південному Шлезвігу. У 1939 році газета, на противагу Копенгагенським документам, виступила проти дансько-німецького договору про ненапад.

### 1940— дотепер

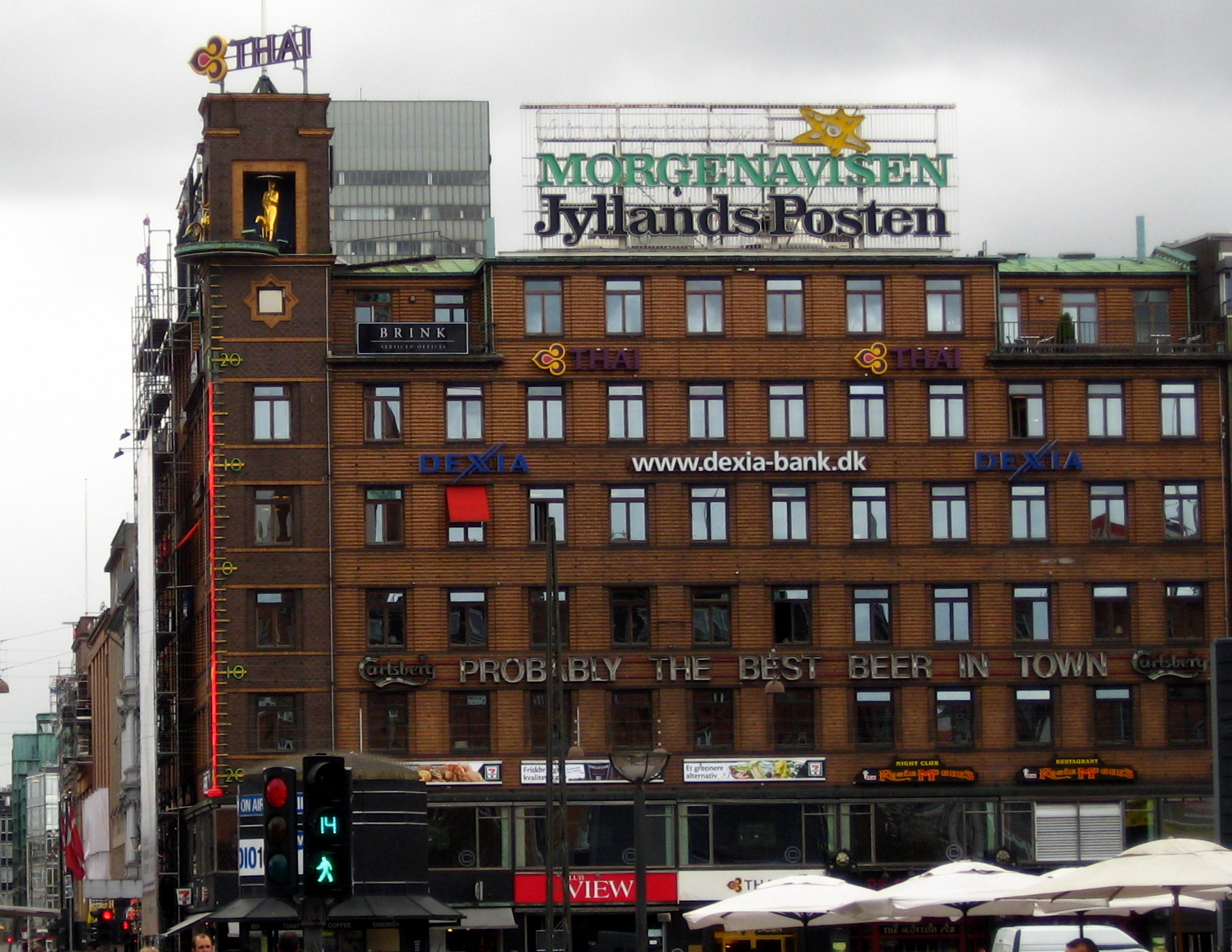
реклама газети Jyllands-Posten в центрі Копенгагена

Під час другої світової війни тираж зріс майже вдвічі, незважаючи на цензуру та унормування публікацій. Кількість примірників зросла з 24 000 до 46 000. Видання, яке сповіщало про визволення Данії, розійшлося накладом 102 000 примірників. Деякі співробітники газети брали участь у данському русі опору проти німецької окупації Данії. Після війни газета продовжувала розвиватися, а її зв'язки та симпатії до бізнес-інтересів і галузей зміцнювалися. Націоналістично-консервативну лінію газети замінила лінія на підтримку економічного лібералізму.
У 1954 році Jyllands-Posten стала першою газетою в Данії, яка використовувала кольорові світлини для ілюстрації своїх статей. У 1956 році газета запровадила реформу данського правопису 1948 року, хоча до 1965 року заголовки писали старим стилем.
У 1959 році перший секретар Комуністичної партії Микита Хрущов, як повідомляється, скасував офіційний візит до Данії на тій підставі, що Jyllands-Posten опублікувала низку статей із різкою критикою Радянського Союзу. Редакційна політика Jyllands-Posten й надалі залишалася стійкою антикомуністичною.
Jyllands-Posten постраждала від серії strikes у 1956 році та між 1973 і 1977 роками. У 1977 році газета вийшла зі Спілки данських роботодавців після тритижневого страйку проти впровадження нового обладнання, що економить робочу силу. У 1971 році газета викупила акціонерну компанію, що її контролювала, і з тих пір вона стала власністю фонду. У 1980-х роках газета поступово збільшувала кількість іноземних кореспондентів, поки нарешті не розмістила понад 20 журналістів по всьому світу.
У 1982 році тижневик Jyllands-Posten стало найбільшою недільною газетою в Данії. Газета відкрила офіси в 10 найбільших містах Данії. 1990-ті роки ознаменувалися протистоянням з Berlingske Tidende, яка намагалася розширити свій тираж у Ютландії. У відповідь Jyllands-Posten почав видавати спеціальну версію газети в Копенгагені. У 1994 році тижневе видання стало найбільшою щоденною ранковою газетою в Данії з накладом 153 000 примірників. У 1995—1996 роках щоденно газета виходила накладом 161 тис. примірників. Інтернет-видання було запущено в січні 1996 року як друге данське онлайн-медіа (після Ingeniøren) і є найбільш відвідуваним сайтом данських інтернет-новин. У 2001 році ряд журналістів покинули Jyllands-Posten і запустили безкоштовне щоденне видання MetroXpress у співпраці зі шведською медіакомпанією. У 2003 році редакція Jyllands-Posten об'єдналася з конкурентними видавцями Politiken та Ekstra Bladet, коли об'єдналися власники цих газет. Однак три газети зберігають свою редакційну незалежність.
У складі нинішньої ради директорів працюють два відомих данських правих інтелектуалів Девід Гресс та професор історії Бент Йенсен.
У 2012 році фонд Jyllands-Posten став одним із засновників Європейської премії преси.

## Право власності

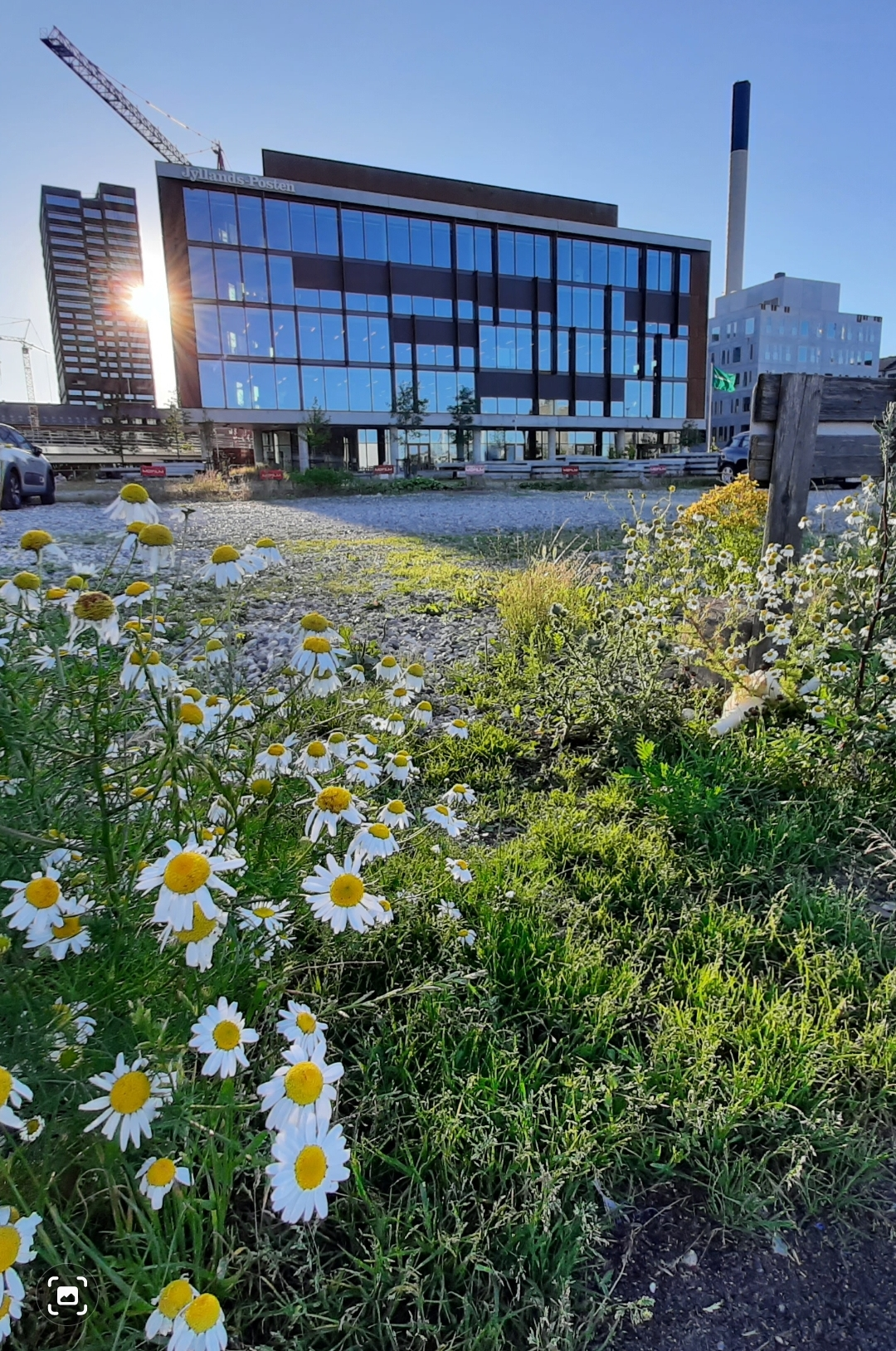
Штаб-квартира Jyllands-Posten у порту Орхус (липень 2022 року)

З 1 січня 2003 року Morgenavisen Jyllands-Posten належить і публікується на обладнанні JP/Politikens Hus A/S. JP/Politikens Hus належить у рівних частках Jyllands-Posten Holding A/S та A/S Politiken Holding, холдинговим компаніям Jyllands-Posten та Politiken, відповідно. Єдиним акціонером Jyllands-Posten Holding є приватний фонд Jyllands-Postens Fond. Місія фонду, заснованого в 1971 році, полягає в підтримці політичної та редакційної незалежності Jyllands-Posten.

## Головні редактори
Посада — відповідальний головний редактор JP з 1972 року:
- 1972—1974: Оле Бернт Генріксен[18]
- 1976—1984: Лауст Дженсен[19]
- 1985—1990: Асгер Норгаард Ларсен[20]
- 1992: Йорген Шлейман[21]
- 1993—2003: Йорген Ейбьол[22]
- 2003—2008: Карстен Юст[23]
- 2008—2016: Йорн Міккельсен[24]
- з 2016 року: Якоб Нібро[25]

## Додатки газети та їх тематика
Щодня Jyllands-Posten має принаймні один розділ, присвячений діловим новинам на додаток до основного розділу новин. Інші більш спеціалізовані додаткові розділи публікуються щотижня. Починаючи з 5 січня 2006 року, більшість із цих додатків (не враховуючи на економічну тематику) друкуються у форматі таблоїда розміром вдвічі меншому аркушів традиційного видання. До того ж вони мають достатньо кольоровий макет і називаються avismagasiner («газетні журнали»).
| День      | Розділи           | Опис |
| --------- | ----------------- | --- |
| Понеділок | Спортивний        | спортивні новини |
| Вівторок  | Міжнародний       | міжнародні новини та аналітика |
| Середа    | Витрати           | рекомендації та огляди споживачів |
| Четвер    | Культурні вихідні | поглиблений аналіз культури, головно, у контексті з політичними та міжнародними подіями (додаток до газети Jyllands-Posten, де були розміщені карикатури на Магомета) |
| П'ятниця  | Тур               | автомобільна інформація |
| П'ятниця  | Обов'язково*      | Чоловічий журнал |
| П'ятниця  | Viva*             | Жіночий журнал |
| Субота    | Провідник         | подорожі та відпочинок |
| Неділя    | Життя             | меблі, будинок і здоровий спосіб життя |

* Must та Viva виходять не щотижня, а 10 разів на рік, завжди по п'ятницях.

### Комікси
Щоденні комікси в Jyllands-Posten це Зіггі та Фред Бассет (відомий як Фредді по-данськи); данський комікс Poeten og Lillemor був представлений раніше, але був скасований через деякий час після смерті його творця, Йоргена Могенсена.

### Вебсайт
З 1996 року Jyllands-Posten також керує вебсайтом новин Internetavisen Jyllands-Posten (www.jp.dk). На вебсайті є розділ англомовних новин, представлений The Copenhagen Post, тоді як данська версія Computerworld надає перевагу контенту, пов'язаному з технологіями. Передплатникам доступні PDF-версії друкованої газети за останні кілька років. Окремий портал для ділових новин Erhverv På Nettet (epn.dk) був запущений у жовтні 2006 року; головний вебсайт тепер посилається на epn.dk для ділових новин, а epn.dk відкриває головний сайт Jyllands-Posten, а також Ekstra Bladet, для загальних новин.

## Політична лінія

### Імміграція
Jyllands-Posten не дотримується послідовної про- чи антимігрантської позиції порівняно з іншими данськими газетами. Однак після кількох суперечливих інцидентів її розкритикували як антимігрантську.
У 2002 році Рада преси Данії розкритикувала газету за порушення її положень щодо расових принципів, через розміщену новину про трьох сомалійців, звинувачених у злочині. Відповідне зауваження було таким: «Слід уникати будь-яких згадок про сімейні стосунки, професію, расу, національність, віру або зв'язок з організацією, якщо це не має прямого стосунки до теми статті».
Jyllands-Posten опублікувала історію про шахрайство з наданням притулку палестинськими біженцями, які проживають у Данії. Це сприяло успіху Андерса Фог Расмуссена на виборах 20 листопада 2001 року, політична партія якого виступала за скорочення імміграції. Ця інформація згодом була визнана непідтвердженою, що призвело до звільнення головного редактора Ульріка Хаагерупа 12 грудня 2001 року. (Politiken, Berlingske Tidende, Information, B.T., 13 грудня 2001 року). Однак, Jyllands-Posten стверджувала, що звільнення Хаагерупа не мало нічого спільного з його відповідальністю за згадані статті (редакційна стаття від 16 грудня 2001 року). Згідно з інформацією розміщеній у Weekendavisen, газеті, яка майже поділяє політичну лінію Jyllands-Posten, справжньою причиною звільнення Хаагерупа були розбіжності щодо стратегії працевлаштування безробітних (21 грудня 2001 року).
У звіті про Данію за 2004 рік Європейською мережею проти расизму (ENAR), організацією недержавних організацій, яка частково фінансується Європейською комісією, зроблено висновок, що данські ЗМІ приділяли надмірну увагу проблемам, які створюють іммігранти, і найчастіше ісламські іммігранти, часто ігноруючи висвітлення проблем, з якими стикаються ці іммігранти. Згідно зі звітом ENAR, із 382 статей JP про іммігрантів 212 були негативними, частка подібна також і в інших данських газетах. У звіті ENAR містяться аналіз публікацій газети Jyllands-Posten, визнаної винною в активізації антимігрантського правого крила в політиці Данії.
Журналіст, який працює в Jyllands-Posten отримав другу премію в 2005 році в загальноєвропейському конкурсі журналістів за різноманітність і проти дискримінації. Компіляція кількох статей «The Integration Paper» Орлі Борг була відзначена другою премією.

### Проізраїльські погляди
5 січня 2008 року газета опублікувала редакційну статтю, висловлюючи погляди журналістів, де вони беззастережно підтримують війну Ізраїлю в Газі. Газета починає з того, що повідомляє своїм читачам, що вони раді, що важливі представники міжнародного співтовариства не засуджують ізраїльські атаки на Газу. Автор статті продовжує, говорячи, що війна практично не має причин, адже ХАМАС і палестинці винуваті в нападах Ізраїлю. Газета також заявляла, що Ізраїль повинен уникати вбивства мирних жителів, утім: «…війна є війна. На війнах завжди гинули мирні жителі».

## Суперечки

### Карикатури про Магомета
Газета привернула міжнародну увагу після суперечливої публікації у вересні 2005 року 12 карикатур, що зображують Іслам та Магомета; на одній з них був зображений Магомет із бомбою в чалмі. Це викликало протести мусульман в Данії, а на початку 2006 року — протести по всьому мусульманському світу.
Мусульманські групи та ряд етнічних данських інтелектуалів звинуватили редакцію газети у зловживанні свободою слова. Суперечка щодо карикатур на Магомета призвела до відкликання послів Лівії, Саудівської Аравії та Сирії з Данії, а також до бойкоту споживачів данської продукції в ряді ісламських країн.
Газета вибачилася за те, що образила мусульман, але стверджувала, що має право друкувати подібні карикатури. Сам данський карикатурист Курт Вестергаард пояснював, що хотів привернути цією карикатурою увагу до впливу деяких учень ісламу на діяльність ісламських терористів. Зокрема, данський політик Уффе Еллеман-Єнсен у своїй колонці, через кілька днів після публікації карикатур стверджував, що вважає карикатури втіленням «непотрібних провокацій», вважаючи, що вони являють собою карикатуру на «дорогоцінну данську свободу слова». Еллеман-Єнсен дотримувався даних міркувань протягом усього конфлікту, однак підтримував позицію данського прем'єр-міністра щодо того, що уряд не має права і можливості застосування каральних мір стосовно видання.
У квітні 2003 року той самий редактор газети відхилив низку небажаних карикатур на Ісуса Христоса, надісланих Крістофером Цілером, оскільки вони були образливими. Карикатури на Магомета були явно запропоновані редактором. Ахмед Аккарі, речник розташованого в Данії Європейського комітету з вшанування пророків, вважає це подвійними стандартами.
У місті Майдугурі в Нігерія 18 лютого 2006 року внаслідок масових заворушень, пов'язаних із карикатурами на Магомета, опублікованими данською газетою Jyllands-Posten, загинули щонайменше 15 людей. Також повстанцями було зруйновано приблизно 12 церков. Солдати і поліція придушили заворушення, а уряд тимчасово запровадив комендантську годину.
У лютому 2008 року, після арешту трьох чоловіків, які нібито змовилися вбити одного з карикатуристів, Jyllands-Posten та 16 інших данських газет перепублікували відповідну карикатуру, щоб «показати свою прихильність свободі слова».
Пакистансько-американські терористи Девід Гедлі уроджений Дауд Сайєд Гілані) і Тахавур Хусейн Рана були звинувачені федеральними органами США в Чикаго в скаргах, опублікованих 27 жовтня 2009 року, у змові проти співробітників газети в Копенгагені. Гедлі крім того звинуватили в поїздці до Данії, щоб ознайомитися з будівлею Jyllands-Posten та сусідньою синагогою для планування терористичного нападу.
Невеликий вибух у готелі Jørgensen у Копенгагені 10 вересня 2010 року був описаний поліцією як нещасний випадок з бомбою, яку зловмисники планували надіслати до редпуції Jyllands-Posten.
У вересні 2010 року 37-річний іракський курд, заарештований у Норвегії на початку того ж року та підозрюваний у плануванні невизначених терактів, зізнався, що однією з його цілей була також і редакція Jyllands-Posten.
П'ятеро чоловіків були заарештовані в грудні 2010 року під час безпосереднього вчинення нападу. Арешт став можливим завдяки таємному стеженню за потенційними зловмисниками фахівцями шведської та датської розвідок у рамках їх успішної співпраці. Заарештували чотирьох чоловік: 37-річного громадянина Швеції туніського походження, який жив на той час у Стокгольмі, 44-річного тунісця, 29-річного ліванця та 26-річного мігранта з Іраку, який намагався попросити права на притулок у Копенгагені. Їм інкримінували нібито планування «вбивста якомога більше присутніх людей» у відділі новин Jyllands-Posten Copenhagen.

### Спалах COVID-19 у Китаї
У січні 2020 року, під час пандемії COVID-19 у Китаї, газета привернула міжнародну увагу, опублікувавши карикатуру із зображенням китайського прапора з жовтими вірусоподібними фігурами замість звичайних жовтих зірок. На відміну від карикатур на Магомета, ілюстрація китайського прапора не була опублікована в розділі сатири та не була задумана як провокація, а опублікована разом із статтею про спалах коронавірусної хвороби в Китаї.
Посольство Китаю в Данії вимагало від газети офіційних вибачень. Прем'єр-міністр Данії Метте Фредеріксен відмовилася вибачитися від імені уряду Данії, заявивши, що в Данії існує свобода слова. Більшість данських газет, хоча деякі з них вважали ілюстрацію неввічливою, підтримали Jyllands-Posten, зазначивши, що данські газети діють згідно з данським законодавством, а не під тиском залякуваннях з боку недемократичної країни. Також експерти звернули увагу, що мало хто побачив би цю ілюстрацію, якби не розголос з боку китайського посольства. Ілюстратор отримував численні погрози, а платформи соціальних мереж були переповнені ілюстраціями прапора Данії, які були відредаговані, щоб включити фекалії, тексти на кшталт alle jeres familier døde («усі ваші сім'ї мертві») та подібні глузування в тому, що експерти вважали скоординованими діями, більша частина яких поширюється через нещодавно створені профілі, які, напевно були автоматизованими ботами.
Спроба впливу на Jyllands-Posten була схожою на кілька попередніх випадків у скандинавських країнах, коли китайська влада намагалася дискредитувати місцеві ЗМІ, особливо ті, які зосереджувалися на чутливих китайських питаннях, таких як табори перевиховання в Сіньцзяні та ув'язнення книговидавця та письменника Гуй Мінхая. Приблизно в той же час, що й публікація малюнка в Jyllands-Posten поодинокі подібні малюнки були опубліковані в Бельгії, Нідерландах і Мексиці, але вони не зустріли такої ж реакції китайської влади.

## Суспільне сприйняття

### Згадки в художній літературі
- У романі «Den hårde frugt» (1977, переможець «Kritikerprisen») відомого орхуського автора Таге Ску-Гансена група лівих терористів планує підірвати приміщення редакції Jyllands-Posten. Головний герой, Хольгер Міккельсен, заможний адвокат, відомий з інших романів Ску-Гансена, стикається з наслідками його участі в русі опору під час німецької окупації Данії.
- Роман «Стазіленд» (2001) Флеммінга Крістіана Нільсена широко сприймається експертами як сатиричний роман із ключем Jyllands-Posten. За словами видавництва: «Газета бачить свою місію в підтримці демократії та свободи, але чи це просто слова, які мають на меті приховати, що її журналісти є жертвами повзучого тоталітаризму?»